# Alaolacon
Alaolacon là một chi bọ cánh cứng trong họ 
Elateridae.
Chi này được Candèze miêu tả khoa học năm 1865.

## Các loài
Các loài trong chi này gồm:
- Alaolacon candezei Fleutiaux, 1928
- Alaolacon cyanipennis Candèze, 1865
- Alaolacon griseus Candèze, 1874